# Piłogon
Piłogon (Galeus melastomus) – gatunek morskiej ryby chrzęstnoszkieletowej z rodziny Pentanchidae. Poławiana jako ryba konsumpcyjna i dla skór.

## Zasięg występowania
Północny Ocean Atlantycki – od środkowej Norwegii po północno-zachodnią Afrykę i Maderę, zachodnia część Morza Śródziemnego, bardzo rzadko w Adriatyku; nie występuje w południowej części Morza Północnego. Zasiedla teren blisko dna nad mulistym podłożem, zwykle na głębokościach 150–400 m, może zanurzać się maksymalnie do 900 m; sporadycznie jest spotykany na głębokościach zaledwie 55 m.

## Charakterystyka
Wydłużone, bardzo smukłe ciało (10-krotnie dłuższe od swojej wysokości) o małej spłaszczonej głowie (jej długość stanowi 1/5–1/6 całkowitej długości ciała). Pysk dość długi, zaokrąglony. Duże podłużno-owalne oczy bez przesłony migawkowej. Tuż za okiem znajduje się mała tryskawka. Pięć małych szczelin skrzelowych,
z których ostatnia znajduje się nad płetwą piersiową. Dwie małe, zbliżonej wielkości płetwy grzbietowe, z których pierwsza znajduje się za nasadą płetw brzusznych tylna zaś nad tylną trzecią częścią płetwy odbytowej. Płetwa odbytowa o długiej nasadzie. Duże, szerokie płetwy piersiowe; płetwy brzuszne długie, trapezowate. Płetwa ogonowa bardzo długa
(1/4 całkowitej długości ciała) o osi lekko wygiętej do dołu; płat dolny większy. Na jej górnej krawędzi znajduje się szereg płaskich, przypominających zęby piły kolców (stąd nazwa piłogon). Ubarwienie zależne od rejonu występowania. Grzbiet szarobrązowy do szarożółtego, boki jaśniejsze, brzuch białawy; grzbiet i boki pokryte dużymi, ciemnymi, jasno obwiedzionymi plamami. Otwór gębowy i otrzewna czarne – stąd w łacińskiej nazwie melastomus, co oznacza czarnogęby.
Długość 60–80 cm, maksymalnie do 1,2 m.

## Pokarm
Bentoniczne bezkręgowce (skorupiaki, mięczaki) i ryby oraz małe ryby świetlikowate żyjące w otwartej toni wodnej.

## Rozród
Gatunek jajorodny. W Morzu Śródziemnym jaja są składane przez cały rok, w północnej części zasięgu składanie ikry jest ograniczone do okresu wiosny i lata. Samica składa 2–4 jaj bywa, że złoży 8. Żółtawe, mierzące 6x3 cm otoczki mają w miejsce długich nici czepnych jedynie po dwa krótkie, spiczaste wyrostki na każdym rogu.